# Palmiothrips annulicornis
Palmiothrips annulicornis är en insektsart som beskrevs av Zur Strassen 1965. Palmiothrips annulicornis ingår i släktet Palmiothrips och familjen smaltripsar. Inga underarter finns listade i Catalogue of Life.